# Баллиолы
Баллиолы (Бэллиолы) (англ. Balliol) — англо-шотландский дворянский род, представители которого занимали престол королевства Шотландия в конце XIII — первой половине XIV века.

## Происхождение
Долгое время считалось, что Баллиолы получили своё родовое прозвание от нормандского города Байёля, однако в настоящее время в результате исследований, проведёнными Рене, маркизом де Бельеваль и Джоном Горацием Раундом, было установлено, что они происходили из Пикардии. Их родовое прозвание восходит, вероятно, к названию поселения Байёль-ан-Вимё, находящегося неподалёку от Абвиля в графстве Понтье, которое в настоящее время находится в французском департаменте Сомма. Связи представителей рода с Пикардией прослеживаются на протяжении восьми поколений семьи вплоть до смерти шотландского короля Эдуарда Баллиола. Они были сеньорами Байёля, Халлинкура и Домпьера в Пикардии, благодаря чему смогли сохранить эти владения после конфискации французским королём Филиппом II Августом Нормандии.

## Английские бароны
Первым достоверно известным представителем рода считается Ги I де Баллиол (умер в 1112/1130), который получил во время правления Вильгельма II Рыжего в 1090-е годы владения в Северной Англии — на землях, выделенных из графства Нортумбрия. По мнению историка Фрэнка Барлоу, династия Баллиолов была одним из родов, представители которых получили владения в приграничных с Шотландией районах, чтобы «защищать и продвигать королевство». Скорее всего, Ги оказал помощь Вильгельму II Рыжему в его компаниях на восточной границе Нормандии в 1091 и 1094 годах, за что и был вознаграждён. Его владения первоначально располагались на территории графств Нортумберленд и Йоркшир. Кроме того, Ги получил владения в Тисдейле (графство Дарем), где начал строительство замка, позже названного Барнард в честь его племянника, Бернарда I Старшего, продолжившего строительство.
Поскольку Ги I не оставил сыновей, то его наследником стал старший из племянников, Бернард I (умер в 1154/1162), от которого пошла старшая ветвь рода. Во время гражданской войны в Англии Бернард был верным сторонником короля Стефана Блуаского. В 1138 году он накануне битвы Штандартов вместе с Робертом I Брюсом безуспешно пытался убедить шотландского короля Давида I. В 1141 году он принимал участие в проигранной Стефаном битве при Линкольне. Бернард оставил 4 сыновей и дочь. Старший из сыновей, Ингельран, судя по всему умер раньше отца, то его наследником стал второй из сыновей, Ги II де Баллиол. Впрочем не оставил наследников, поэтому не позднее 1167 года его владения унаследовал младший брат Бернард II, которого в источниках называют Младшим.
Бернард II, которого хронисты называют «благородным и великодушным человеком», а также «надёжным рыцарем», наиболее известен благодаря роли, которую он сыграл в 1174 году во время битвы при Алнике, в которой был пленён шотландский король Вильгельм I Лев. Он умер около 1190 года, не оставив детей, в результате чего старшая ветвь Баллиолов угасла.
Вторая ветвь рода пошла от Хью де Эликура (умер около 1181), младшего брата Бернарда I Старшего. Его сын Эсташ де Эликур (умер около 1208), сеньор де Эликур, в 1190 году унаследовал владения двоюродного брата, приняв родовое прозвание Баллиол. Он оставил 5 сыновей; от трёх из них пошли 3 линии рода.

## Англо-шотландские бароны
Старший из сыновей Эсташа, Хью I де Баллиол (умер в 1229), стал родоначальником старшей линии. Он оставил нескольких сыновей, из которых старший, Джон I де Баллиол (умер в 1268) женился на Дерворгиле Галлоуэйской. Этот брак принёс ему треть Галлоуэя. Позже он унаследовал ещё ряд владений. В итоге Джон стал достаточно богатым аристократом. Он стал первым представителем рода, занимавшим пост шерифа. Извлекли из его брака и его братья, которые приобрели владения в Шотландии. Из четырёх сыновей трое дожили до зрелости и удачно женились; 4 дочери вышли замуж за представителей англо-шотландской аристократии. Джон Баллиол и его жена известны как основатели одного из первых колледжей Оксфордского университета — Баллиол-колледжа.

## Короли Шотландии
Важным для Баллиолов оказался также тот факт, что Дерворгила по матери, Маргарите Шотландской, приходилась внучкой Давиду Хантингдонскому, младшему брату шотландских королей Малкольма IV и Вильгельма Льва. Это дало возможность младшему из сыновей Джона и Дерворгилы, Джону II Баллиолу предъявить претензии на шотландский престол после смерти в 1290 году королевы Маргариты, последней представительницы Данкельдской династии. В итоге в 1292 году английский король Эдуард I, к которому обратились шотландские аристократы в качестве арбитра, возвёл Джона на престол (под именем Иоанна I). Но уже в 1296 году Эдуард I сверг Баллиола, объявив о присоединении Шотландии к Англии. Сам Джон был отправлен в Англию и помещён в Тауэр. Поже Баллиол был выслан во Францию, где и умер в 1314 году.
Вторжение английского короля в Шотландию привело к длительным войнам за её независимость. В 1306 году шотландским королём был коронован Роберт Брюс. После смерти Эдуарда I его наследник, Эдуард II, не смог успешно воевать против Брюса, а в 1314 году его армия была разгромлена в битве при Бэннокбёрне, в результате чего аннгличане фактически утратили контроль над Шотландией. В 1328 году был подписан Нортгемптонский договор, по которому Англия признавала независимость Шотландии. Однако условия договора не устроили Эдуарда III. Кроме того, он не мог пренебречь требованиями, которые высказывала северная знать, которых в то время называли «лишёнными наследства». В их числе были как английские аристократы, которые в результате победы Брюса лишились владений в Шотландии, так и бежавшие из Шотландии сторонники бывшего короля Иоанна Баллиола и Джона Комина, убитого в 1306 году по приказу Роберта I. При английском дворе получил убежище и Эдуард Баллиол (умер в 1364), сын короля Иоанна, который предъявил претензии на шотландскую корону.
В 1329 году умер король Роберт I, годом спустя — его соратник, Уильям Дуглас. Так как наследник Брюса, Давид II, был ещё мал, хранителем (регентом) Шотландии стал Томас Рэндольф, 1-й граф Морей, игнорировавший требования Эдуарда III вернуть «лишённым наследства» их владения, розданные сторонникам Роберта I. При этом «лишённые наследства» начали склонять короля к активным действиям. В частности, Генри де Бомонт предложил выдвинуть Балиола в качестве претендента на шотландский трон, он же организовал петицию от группы магнатов Эдуарду III, прося разрешить вторгнуться в Шотландию. Хотя король отказался её удовлетворить, но, возможно, оказал некоторую негласную поддержку. В результате Баллиол и Бомонт со своими сторонниками летом 1332 года начали готовиться к вторжению в Шотландию, чему способствовала неожиданная смерть регента, графа Морея.
Армия Баллиола и «лишённых наследства», которых возглавлял Бомонт, была не очень велика. Однако, уступая в 10 раз по численности шотландской армии, ей удалось в битвах при Кингхорне и Дапплин-Муре разгромить армию нового регента, графа Мара. 24 сентября Баллиол был коронован в Скуне — традиционном месте коронации шотландских королей. Вскоре Баллиолу пришлось перебраться в Роксбург, расположенный ближе к границе с Шотландией, а само королевство снова погрузилось в хаос войны за независимость.
Балиол сообщил Эдуарду III, что признаёт его своим сюзереном, пообещав ему поместья с ежегодным суммарным доходом в 20 тысяч фунтов, а также город, замок и графство Берик. Однако поддержка от английского короля была ограниченной и окончательно прекратилась в течение 6 месяцев. И Эдуард III, и английская аристократия неоднозначно относились к подчинению Шотландии. После длительных дискуссий в собравшемся в январе 1333 года в Йорке парламенте к какому-то решению так и не смогли прийти. 16 декабря Баллиол попал в засаду сторонников Давида II около Аннана и переодетым бежал на лошади без седла в Англию за помощью.
После бегства Баллиола Эдуард III решил начать вторжение в Шотландию. Оно началось васной 1333 годаВ марте англичане осадили Берик, а 19 июля разбили шотландцев, которых возглавлял Арчибальд Дуглас, в битве при Халидон-Хилле. Вскоре сдался Берик. Несколько шотландских магнатов признали английского короля сюзереном, а Балиол был восстановлен на шотландском троне. В награду он передал Англии Берик и весь Лотиан. Эдуард III после этого отправился в Англию, проведя вторую половину 1333 года на юго-востоке королевства, охотясь и устраивая турниры. В начале 1334 года шотландский король согласился вновь поставить своё королевство в зависимость от Англии, принеся в ленную присягу в Ньюкасле 12 июня.
Смещённый король Давид II и его жена Джоан нашли приют во Франции. В его отсутствие шотландское сопротивление возглавили Роберт Стюарт, внук короля Роберта I, и Джон Рэндольф, граф Морей. Вскоре Эдуард III обнаружил, что Шотландия ему не подчиняется, а Балиол вновь смещён с трона. В итоге зимой 1334/1335 года он был вынужден начать новую кампанию, хотя сам большую часть этого времени провёл в Роксбурге. В середине июля началась новая кампания: Эдуард III выступил из Карлайла, а Балиол — из Берика. Обе армии сошлись около Глазго, после чего двинулись к Перту, где в августе было заключено перемирие. В июне Эдуард III вновь отправился в поход из Ньюкасла к Перту. Но до окончательного урегулирования с Шотландией было далеко; английские налёты не особо способствовали репутации Баллиола. К этому времени Эдуард III устал огнём и мечом добиваться покорности от шотландцев. Вскоре его взор обратился к другому противнику — Франции, которая с 1326 года была связана с Шотландией договором. В итоге в 1336 году Эдуард Баллиол был окончательно изгнан из Шотландии.
Воспользовавшись пленением короля Давида II в битве при Невиллс-Кроссе в 1346 году, Эдуард Баллиол предпринял последнюю попытку возвратить себе шотландский престол и организовал экспедицию в Шотландию. Однако никакой поддержки у шотландских баронов он не нашёл и вынужден был вернуться в Англию. Оставшись без сторонников и средств Эдуард Баллиол 20 января 1356 года отрёкся от своих прав на корону Шотландии в пользу короля Англии Эдуарда III в обмен на пожизненную денежную пенсию. Он умер в январе 1364 года, не оставив наследников. Его единственный брат погиб в 1332 году, также не оставив детей. В итоге род Баллиолов угас.

## Другие ветви Баллиолов
2 ветви рода пошли от двух младших сыновей Эсташа де Баллиола, сеньора де Эликур и барона Биуэлла. Ангерран де Баллиол (умер в 1239/1244) стал родоначальником ветви Баллиолов из Тура. Её представители владели поместьями Урр и Далтон в Англии, а также сеньорией Тур-ан-Вимё в Пикардии. Представители этой ветви известны до XIV века; после её угасания английские владения унаследовали потомки Уильяма де Перси, 6-го барона Перси из Топклифа, женатого на дочери Ангеррана.
Еще один сын Эсташа, Генри де Баллиол (умер в 1246) стал родоначальником ветви Баллиолов из Каверса. Он первым из представителей рода приобрёл земли в Шотланлии, женившись на Лоре де Валонь, дочери и сонаследницы Уильяма де Валоня. Его владения оказались сосредоточены в основном в барониях Бенингтон (Хартфордшир) и Каверс (Роксбургшир). Кроме того, он, как и его второй сын, Александр де Баллиол (умер около 1310) был камергером Шотландии. Александр ещё расширил владения благодаря браку с Изабеллой, вдовой Дэвид де Стратбоги, графа Атолла. Он был одной из ключевых фигур в Шотландии в конце XIII века, а после того как король Англии Эдуард I сместил родственника Александра, Иоанна Бэллиола, служил тому. После того как в 1306 году королём Шотландии короновался Роберт Брюс, Александр окончательно перешёл на сторону англичан. Он оставил трёх сыновей, но последнее известие о них относится к 1313 году. Каких-то свидетельств о том, что кто-то из них имел потомство, не существует.
Также в XII веке упоминается ещё ряд представителей Баллиолов, но их точное родство с основной ветвью рода не установлено.

## Феодальные бароны Биуэлла
- 1090-е — 1112/1130: Ги I де Баллиол (умер в 1112/1130), феодальный барон Биуэлл[1][2][26].
- 1112/1130 — 1154/1162: Бернард I Старший  (умер в 1154/1162), феодальный барон Биуэлл с 1112/1130 года, племянник предыдущего[1][2][26].
- 1154/1162 — до 1167: Ги II (умер до 1167), феодальный барон Биуэлл с 1154/1162 года, сын предыдущего[1][2][26].
- до 1162 — 1190: Бернард II Младший (умер около 1090), феодальный барон Биуэлл ранее 1167 года, брат предыдущего[8][2][26].
- 1190 — 1208: Эсташ де Эликур (умер около 1208), сеньор де Эликур с около 1181 года, феодальный барон Биуэлл с 1190 года, сын Хью де Эликура, младшего брата Бернарда I Старшего[8][9][26].
- 1208—1229: Хью I де Баллиол (умер в 1229), феодальный барон Биуэлл с 1208 года, сын предыдущего[10][11][26].
- 1229—1268: Джон I де Баллиол (до 1208 — 1268), феодальный барон Биуэлл с 1229 года, сын предыдущего[10][11][26].
- 1268—1271: Хью II де Баллиол (умер в 1271), феодальный барон Биуэлл с 1268 года, сын предыдущего[11][26].
- 1271—1278: Александр де Баллиол (умер в 1278), феодальный барон Биуэлл с 1271 года, брат предыдущего[11][26].

## Короли Шотландии
- 1292—1296: Иоанн I Баллиол (1248/1250 — 1314), феодальный барон Биуэлл в 1278—1292 годах, король Шотландии (под именем Иоанн I) в 1292—1296 годах, брат предыдущего[11][26][12].
- 1232, 1233—1236: Эдуард Баллиол (после 1281 — 1364), король Шотландии в 1332—1336 годах, сын предыдущего, до 1351 года оспаривал корону у короля Давида II из династии Брюсов[15].